# Lass ihn
Lass ihn ("Deixe-o"), foi a canção que representou a Suíça no Festival Eurovisão da Canção 1998 em 9 de maio de 1998, em Birmingham, Reino Unido.
A referida canção foi interpretada em alemão por Gunvor, que usou um vestido vermelho escuro cintilante sem mangas uma manga. Foi a quinta canção a ser interpretada na noite do festival, a seguir às canção da Espanha "¿Qué voy a hacer sin ti?", interpretada por Mikel Herzog e antes da canção da Eslováquia "Modlitba", cantada por Katarína Hasprová. Terminou a competição em 25.º e último lugar, tendo recebido os indesejados 0 pontos. No ano seguinte, em 1999 Suíça não participou no Festival Eurovisão da Canção, devido às fracas classificações nos últimos cinco anos e só regressaria em 2000, com Jane Bogaert que interpretou a canção "La vita cos'è?".

## Autores
| AUTORES                          |
| -------------------------------- |
| Letrista: Gunvor, Egon Egemann   |
| Compositor: Gunvor, Egon Egemann |
| Orquestrador: Nenhum             |

## Letra
A canção é uma balada, na qual Gunvor faz um ultimato a um homem que frequentemente a tinha enganado, dizendo-lhe para deixá-la para o bem de todos.

## Versões
Foi lançada uma versão instrumental desta canção.